# Y̐
Cette page contient des caractères spéciaux ou non latins. S’ils s’affichent mal (▯, ?, etc.), consultez la page d’aide Unicode.
Y̐ (minuscule : y̐), appelée Y tchandrabindou est une lettre diacritée qui est utilisée dans certaines romanisations du sanskrit, comme la translittération de Müller, ou la romanisation du grantha.
Elle est composée de la lettre Y diacritée d’un tchandrabindou.

## Représentation informatique
Le Y tchandrabindou peut être représenté avec les caractères Unicode suivants :
- décomposé (latin de base, diacritiques) :

| formes    | représentations | chaînes de caractères | points de code | descriptions                                         |
| --------- | --------------- | --------------------- | -------------- | ---------------------------------------------------- |
| capitale  | Y̐               | Y◌̐                    | U+0059 U+0310  | lettre majuscule latine y diacritique tchandrabindou |
| minuscule | y̐               | y◌̐                    | U+0079 U+0310  | lettre minuscule latine y diacritique tchandrabindou |

## Sources
- (en) Grantha - 15 - Conjunct IV, Virtual Vinodh.
- Max Müller, A Sanskrit Grammar for Beginners in Devanâgarî and Roman Letters throughout, « Handbooks for the Study of Sanskrit », Londres : Longmans, Gree, and co., 1866.